# 秋田県道116号川西六郷線
秋田県道116号川西六郷線（あきたけんどう116ごう かわにしろくごうせん）は、秋田県横手市から仙北郡美郷町に至る一般県道である。

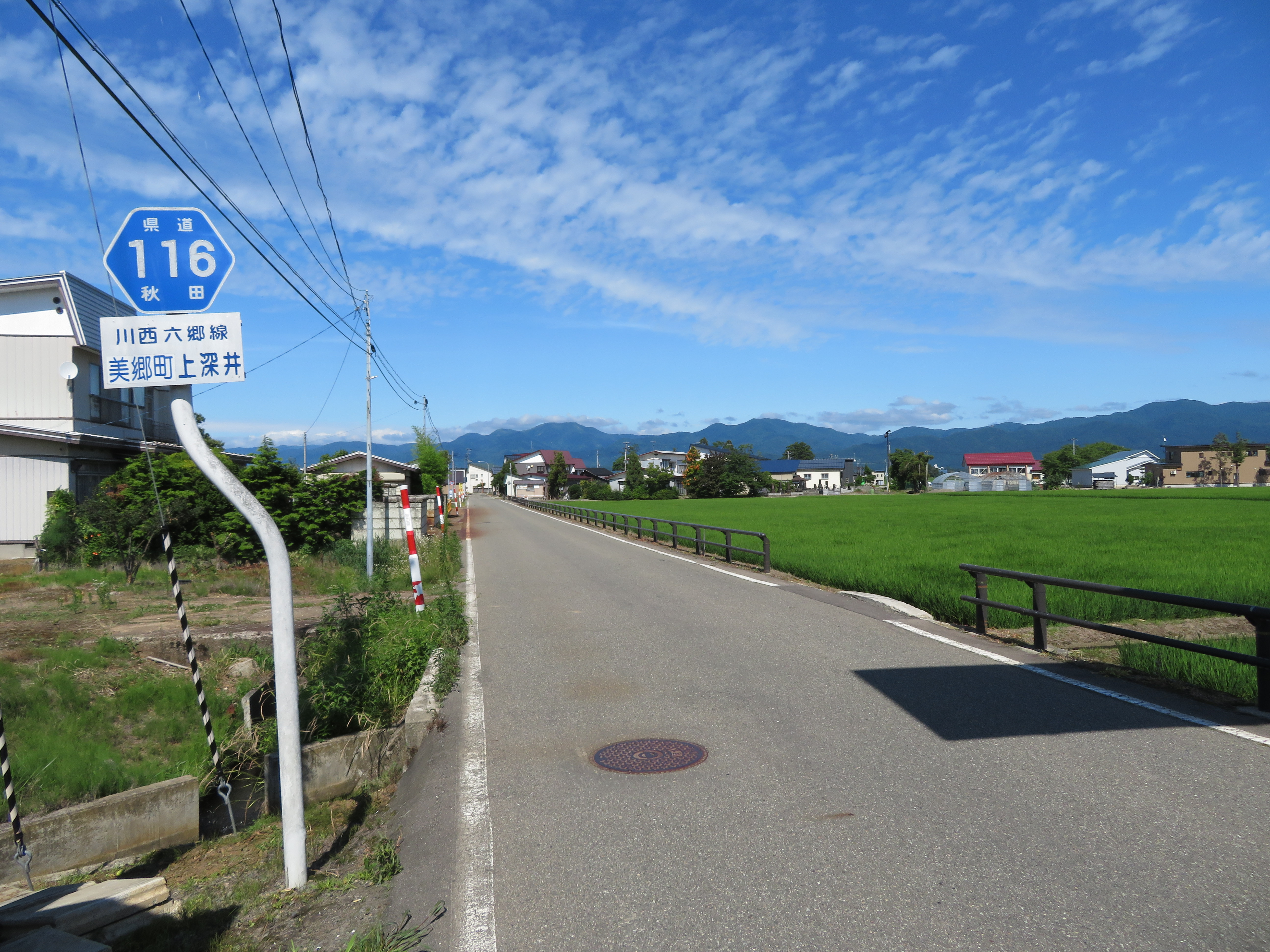
美郷町上深井付近

## 概要
起点から大仙市角間川町二本杉までは秋田県道71号大曲横手線との重複区間、大仙市角間川町二本杉から大仙市藤木までは秋田県道13号湯沢雄物川大曲線との重複区間が続く。
大仙市藤木字西八圭の交点から東へ右折して仙北郡美郷町に入り、JR東日本 奥羽本線 飯詰駅の北を通り、終点の国道13号交点まで至る。

### 路線データ
- 総延長：9.526 km[3]
- 実延長 : 5.202 km[3]
- 起点 : 秋田県横手市大森町板井田字上三ツ屋180番[1]（三ツ屋交差点、秋田県道36号大曲大森羽後線交点）[4]北緯39度24分19.25秒 東経140度26分57秒
- 終点 : 秋田県仙北郡美郷町六郷字小安門106番2（側清水交差点、国道13号交点）[4]北緯39度25分17.6秒 東経140度32分3.9秒
- 未供用区間 : なし[3]

## 歴史
- 1959年（昭和34年）2月17日 - 秋田県道に認定される[4]。

## 路線状況

### 重複区間
- 秋田県道71号大曲横手線（横手市大森町板井田字上三ツ屋[1]三ツ屋交差点・起点 - 大仙市角間川町二本杉・交点）
- 秋田県道13号湯沢雄物川大曲線（大仙市角間川町二本杉・交点 - 大仙市藤木字西八圭・交点）
- 秋田県道263号熊堂六郷線（仙北郡美郷町上深井字矢矧殿 - 仙北郡美郷町六郷字小安門・側清水交差点、終点）

### 冬期閉鎖区間
- なし[5]

### 交通不能区間
- なし[6]

## 地理

### 通過する自治体
- 横手市 - 大仙市 - 美郷町

### 交差する道路
| 施設名       | 接続路線名                                                  | 備考                 | 所在地                                                           |
| ------------ | ----------------------------------------------------------- | -------------------- | ---------------------------------------------------------------- |
| 三ツ屋交差点 | 秋田県道36号大曲大森羽後線 （=秋田県道71号大曲横手線 重複） | 起点・県道71号上     | 横手市大森町板井田字上三ツ屋                                     |
|              | 秋田県道13号湯沢雄物川大曲線 秋田県道71号大曲横手線         | 以上県道71号重複区間 | 大仙市角間川町二本杉北緯39度24分1.93秒 東経140度28分26.57秒      |
|              | 秋田県道13号湯沢雄物川大曲線                                | 以上県道13号重複区間 | 大仙市藤木字西八圭36番地北緯39度24分39.82秒 東経140度28分50.52秒 |
|              | 秋田県道263号熊堂六郷線                                     |                      | 仙北郡美郷町上深井字矢矧殿北緯39度24分31.5秒 東経140度30分52.3秒 |
| 側清水交差点 | 国道13号 （=秋田県道12号花巻大曲線 重複）                   | 終点 県道263号終点   | 仙北郡美郷町六郷字小安門                                         |

### 沿線の施設
- JR東日本 奥羽本線 飯詰駅
- 大仙市立大曲南中学校